# قرین، حماة
قرین (به عربی: قرین) یک روستا در سوریه است که در ناحیه جب رمله واقع شده‌است. قرین ۸۷۹ نفر جمعیت دارد.